# Grubenmann (Familie)
Die Grubenmann sind eine Baumeister- und Ärztefamilie aus Teufen im Schweizer Kanton Appenzell Ausserrhoden.

## Geschichte
Zwischen 1479 und 1515 übersiedelten Angehörige der vorher in Wittenbach und Tablat ansässigen Grubenmann nach Teufen. Vom Gemeindehauptmann Ulrich Grubenmann, gestorben 1685, stammen zwei Familienzweige ab. Diese standen in einer Baumeistertradition und hatten ihren Wohnsitz im Weiler Gstalden. Zudem war das Teufner Gasthaus Hecht lange Zeit in Familienbesitz.
Infolge der häufigen Verwendung identischer Vornamen und der zeitweiligen unternehmerischen Kooperation sind die beiden Familienzweige kaum unterscheidbar. Der eine erlebte seinen Höhepunkt im 18. Jahrhundert mit den drei Brüdern Jakob Grubenmann, Hans Ulrich Grubenmann und Johannes Grubenmann sowie den Söhnen des Letzteren. Zahlreiche Brücken, Kirchen und Profanbauten in der Schweiz sowie im benachbarten Ausland zeugen von ihrem gestalterischen Geschick und ihren herausragenden bautechnischen Kenntnissen.
Der andere Zweig war verwandtschaftlich eng mit der Zimmermeisterfamilie des Landammanns Gebhard Zürcher verbunden. Aus einer Seitenlinie gingen im 19. und frühen 20. Jahrhundert drei Generationen angesehener Ärzte hervor. Als erster betätigte sich Johannes Grubenmann, ursprünglich wie sein Vater Zimmermeister, schon als junger Mann mit grossem Erfolg als Heilpraktiker. Er wendete dabei unbewusst homöopathische Prinzipien an. Sein akademisch ausgebildeter Enkel Adolf Grubenmann war ein bekannter Homöopath.

## Namensträger
- Adolf Grubenmann (1840–1929), Schweizer Politiker (Liberale) und Arzt
- Barbara Grubenmann (1767–1817), radikale Pietistin
- Hans Ulrich Grubenmann (1709–1783), Baumeister
- Hans Ulrich Grubenmann (Baumeister, 1743) (1743–1779), Baumeister, Sohn von Johannes Grubenmann
- Jakob Grubenmann (1694–1758), Baumeister
- Johannes Grubenmann (1707–1771), Baumeister
- Johannes Grubenmann (Baumeister, 1739) (* 1739), Baumeister, Sohn von Johannes Grubenmann
- Ottilia Grubenmann (1917–2003), Schweizer Hebamme
- Ulrich Grubenmann (Baumeister) (1668–1736), Schweizer Baumeister
- Ulrich Grubenmann (Mineraloge) (1850–1924), Schweizer Mineraloge
- Walter Grubenmann (1920–1982), Schweizer Fussballspieler